# Mistrzostwa Europy w Kolarstwie Torowym 2013
Mistrzostwa Europy w Kolarstwie Torowym 2013 odbyły się między 18–20 października 2013 roku w hali Omnisport w holenderskim Apeldoorn.

## Medaliści

### Mężczyźni
| Konkurencja                     | Złoto                                                                       | Srebro                                                                    | Brąz                                                                 |
| ------------------------------- | --------------------------------------------------------------------------- | ------------------------------------------------------------------------- | -------------------------------------------------------------------- |
| Wyścig punktowy                 | Elia Viviani                                                                | Thomas Boudat                                                             | Eloy Teruel                                                          |
| Sprint indywidualny             | Dienis Dmitrijew                                                            | Robert Förstemann                                                         | Jason Kenny                                                          |
| Omnium                          | Wiktor Manakow                                                              | Tim Veldt                                                                 | Martyn Irvine                                                        |
| Keirin                          | Maximilian Levy                                                             | Jason Kenny                                                               | François Pervis                                                      |
| Madison                         | Włochy Elia Viviani · Liam Bertazzo                                         | Hiszpania David Muntaner · Albert Torres                                  | Belgia Kenny De Ketele · Gijs Van Hoecke                             |
| Sprint drużynowy                | Niemcy René Enders · Robert Förstemann · Maximilian Levy                    | Francja Grégory Baugé · Michaël D’Almeida · François Pervis               | Rosja Dienis Dmitrijew · Andriej Kubiejew · Pawieł Jakuszewski       |
| Wyścig drużynowy na dochodzenie | Wielka Brytania Owain Doull · Steven Burke · Edward Clancy · Andrew Tennant | Rosja Artur Jerszow · Iwan Kowalow · Jewgienij Kowalow · Aleksandr Sierow | Holandia Tim Veldt · Dion Beukeboom · Roy Eefting · Jenning Huizenga |

### Kobiety
| Konkurencja                     | Złoto                                                                                          | Srebro                                                                           | Brąz                                                                               |
| ------------------------------- | ---------------------------------------------------------------------------------------------- | -------------------------------------------------------------------------------- | ---------------------------------------------------------------------------------- |
| Wyścig punktowy                 | Kirsten Wild                                                                                   | Danielle King                                                                    | Leire Olaberria                                                                    |
| Sprint indywidualny             | Kristina Vogel                                                                                 | Elis Ligtlee                                                                     | Jessica Varnish                                                                    |
| Omnium                          | Laura Trott                                                                                    | Kirsten Wild                                                                     | Jolien D’Hoore                                                                     |
| Keirin                          | Elis Ligtlee                                                                                   | Kristina Vogel                                                                   | Virginie Cueff                                                                     |
| Sprint drużynowy                | Rosja Jelena Brieżniwa · Olga Strielcowa                                                       | Niemcy Kristina Vogel · Miriam Welte                                             | Wielka Brytania Jessica Varnish · Becky James                                      |
| Wyścig drużynowy na dochodzenie | Wielka Brytania Laura Trott · Joanna Rowsell · Elinor Barker · Danielle King · Katie Archibald | Polska Katarzyna Pawłowska · Eugenia Bujak · Małgorzata Wojtyra · Edyta Jasińska | Rosja Aleksandra Czekina · Jewgienija Romaniuta · Gulnaz Badykowa · Marija Miszyna |

## Tabela medalowa

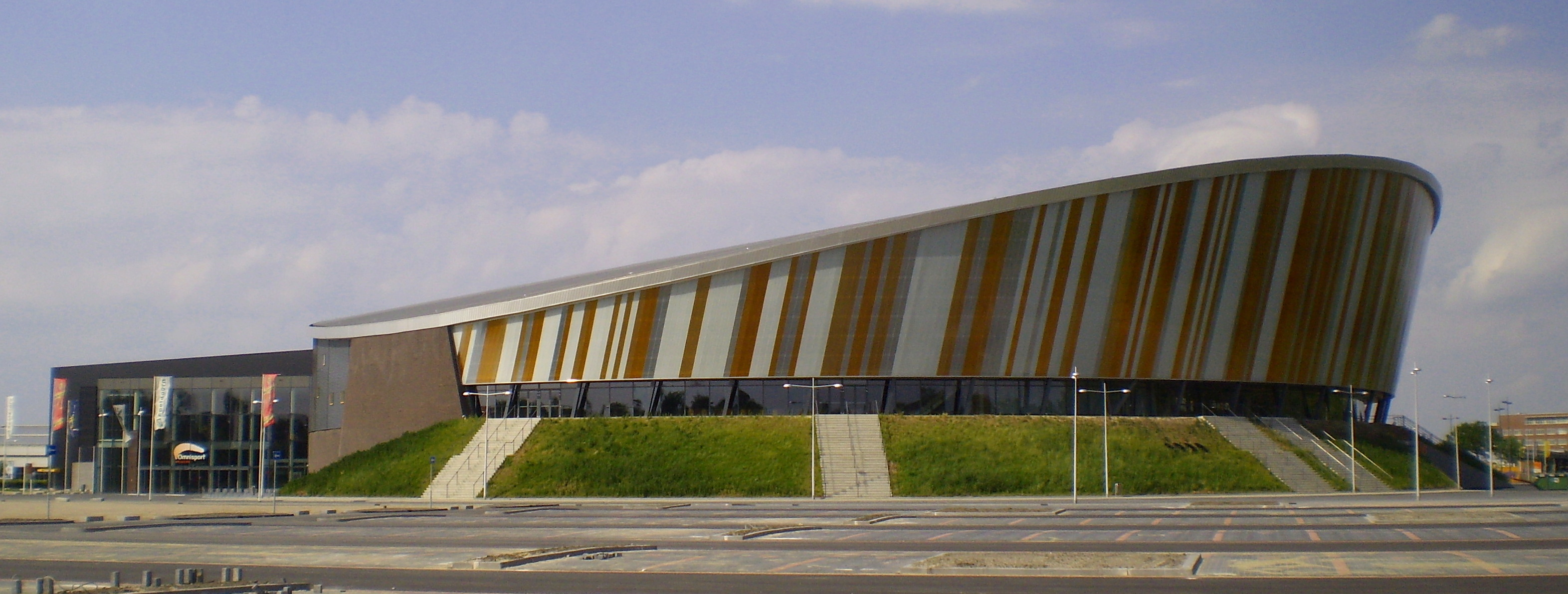
Hala Omnisport Apeldoorn

| Miejsce | Państwo         | złoto | srebro | brąz | Razem |
| ------- | --------------- | ----- | ------ | ---- | ----- |
| 1.      | Niemcy          | 3     | 3      | 0    | 6     |
| 2.      | Wielka Brytania | 3     | 2      | 3    | 8     |
| 3.      | Rosja           | 3     | 1      | 2    | 6     |
| 4.      | Holandia        | 2     | 3      | 1    | 6     |
| 5.      | Włochy          | 2     | 0      | 0    | 2     |
| 6.      | Francja         | 0     | 2      | 2    | 4     |
| 7.      | Hiszpania       | 0     | 1      | 2    | 3     |
| 8.      | Polska          | 0     | 1      | 0    | 1     |
| 9.      | Belgia          | 0     | 0      | 2    | 2     |
| 10.     | Irlandia        | 0     | 0      | 1    | 1     |